# 慶應義塾大学パネルデータ設計・解析センター
慶應義塾大学パネルデータ設計・解析センター（英称:Panel Data Research Center at Keio University、略称:PDRC）は、慶應義塾大学経済研究所の附置研究所で、国内におけるパネルデータ分析に関する研究分野の中心的な役割を担っていくことを目的に設立された。
文部科学省の共同利用・共同研究拠点（パネル調査共同研究拠点）に指定されている。